# Алманово
Алма́ново (рос. Алманово, марій. Алман) — присілок у складі Гірськомарійського району Марій Ел, Росія. Входить до складу Пайгусовського сільського поселення.

## Населення
Населення — 70 осіб (2010; 106 у 2002).
Національний склад (станом на 2002 рік):
- гірські марійці — 97 %